# 国香通
国香通（くにかどおり）は兵庫県神戸市中央区の町名。現行行政地名は国香通一丁目から国香通七丁目。郵便番号は651-0066。

## 地理
旧葺合区中央部、山手幹線の北側、生田川の東側に位置する。大部分が住宅地域。
東は北から順に大日通、割塚通、南は若菜通、西は生田川を挟み（二宮橋＝山手幹線で接続）二宮町、北は神若通。東から順に一～七丁目が置かれる。
一丁目に徳力稲荷、六丁目に神戸ファッション専門学校がある。

## 歴史
水田地帯であったこの地に熊内橋筋―春日野道筋の南北通りが1900年（明治33年）に着工し、1903年（明治36年）完成、この時、神戸市葺合町の一部から葺合国香通として成立、最初は一丁目がなかった。1931年（昭和6年）から国香通として葺合区の一部、1980年（昭和55年）から中央区の一部。町名は『神戸の町名』によれば、澄覚法親王が布引の滝について詠んだ「布引の滝津瀬かけて難波津や梅か香るおくる春の浦風」という歌によるといい、また『西摂大観』によれば旧熊内村の「コクガ」という字名から取ったもので「国衙（こくが）」の転じたものであるという。『神戸の町名 改訂版』では「国司の政庁があったとは考えにくいが、平安時代以降は国司の支配する土地―国衙領を国衙と略称する事も行われたので、関係がないとは断じられない」としている。

### 沿革
- 1916年（大正5年）、葺合町の一部を編入、一丁目ができる。
- 1931年（昭和6年）、葺合区役所が設けられる。
- 1934年（昭和9年）、区役所、火災により雲井通二丁目へ移転。
- 1936年（昭和11年）、阪神急行電鉄が高架で三宮へ乗り入れ。一丁目近くに春日野道駅を設置。
- 1945年（昭和20年）、若菜通一～七丁目の一部を編入。
- 1973年（昭和48年）、神若通一～七丁目と境界変更。

## 人口統計
- 平成27年国勢調査（2015年10月1日現在）での世帯数960、人口1,595、うち男性734人、女性861人[2]。
- 平成17年国勢調査（2005年10月1日現在）での世帯数786、人口1,315、うち男性643人、女性672人[3]。
- 1988年（昭和63年）の世帯数755・人口1,760[4]。
- 1960年（昭和35年）の世帯数709・人口2,635[4]。
- 1920年（大正9年）の世帯数602・人口2,650[4]。
- 1914年（大正3年）の戸数140・人口529[4]。